# Catherine Radziwill
Katarzyna Radziwiłł née Rzewuska le 30 mars 1858 à Saint-Pétersbourg, morte le 12 mai 1941 aux États-Unis, est une aristocrate polonaise, une aventurière et une faussaire. 

## Biographie
Fille du général russe Adam Rzewuski et la sœur de Stanisław Rzewuski, elle épouse à quinze ans le prince Wilhelm Adam Radziwiłł, dont elle a quatre enfants. Elle s'installe ensuite à Berlin, où elle écrit sous le pseudonyme de Paul Vasili un recueil de potins sur la cour de l'empereur Guillaume II d'Allemagne.
Elle quitte son mari en 1899 pour une vie aventureuse qui la conduit successivement en Angleterre, puis en Afrique du Sud, où elle demande à Cecil Rhodes, fondateur de la compagnie de diamants De Beers, de l'épouser. Celui-ci s'y étant refusé, elle profite de son départ en voyage pour forger sa signature sur des chèques pour 600 000 francs qu'elle réussit à encaisser. Poursuivie pour faux, elle est condamnée à deux ans de prison au Cap en 1902, à la prison de Roeland Street (elle sera libérée au bout de seize mois, avant de rentrer à Londres en août 1903,). Le prince Guillaume Radziwiłł obtient finalement le divorce en 1906.
En 1921, lors d'une conférence à l'hôtel Astor de New York, elle intervient dans la controverse sur le Protocole des sages de Sion, expliquant qu'il s'agissait d'un faux forgé par la police secrète pour tromper le tsar Nicolas II et qu'elle l'avait vu à Paris en 1904 dans les mains de son auteur. Même si elle a raison sur le fond, les détails chronologiques qu'elle donne sur sa rencontre avec les auteurs de ce faux ne correspondent pas à la réalité, car les Protocoles avaient déjà été publiés quelques années plus tôt.
La même année, après avoir publié plusieurs articles dans lesquels elle se présente comme possédant des souvenirs personnels sur sa tante Mme Hańska, elle entre en contact avec Juanita H. Floyd, qui vient de faire une thèse de doctorat sur les femmes dans la vie de Balzac. Elle rédige l'introduction du livre issu de cette thèse, Women in the life of Balzac. Se réclamant de ses origines et de sa parenté avec Mme Hańska, donc avec Honoré de Balzac, elle affirme alors détenir 17 lettres que Mme Hańska aurait écrites à son frère cadet et dans lesquelles la comtesse faisait des confidences très précises sur Balzac. Elle traduit en français l'ouvrage de Floyd et le fait publier chez Plon à Paris en 1926. Le texte, préfacé et annoté par Catherine Radziwiłł comporte en appendice les dix-sept lettres en question.
Dès 1924, elle avait publié onze de ces lettres dans La Revue hebdomadaire en les accompagnant d'une introduction dans laquelle elle affirme vouloir « rendre justice à cette pauvre étrangère qui a été si faussement et si cruellement jugée » et « lui rendre sa vraie place dans la vie d'une des plus grandes gloires littéraires de la France ».
L'affaire fait grand bruit dans le milieu balzacien, qui demande à voir les originaux, mais ceux-ci sont inaccessibles, selon la princesse, à cause de l’arrivée au pouvoir des Soviets. Très vite, cependant, la Revue politique et littéraire, plus connue sous le nom de Revue Bleue, trouve cette correspondance suspecte et Sophie de Korwin-Piotrowska, qui connaissait bien la famille Rzewuski, affirme que Mme Hańska n’avait aucune relation avec son frère cadet et qu’elle n’aurait eu aucune raison de lui parler d'un littérateur français qu’il désapprouvait. En outre, Catherine Radziwiłł se présentait comme ayant passé son enfance sous le toit de Mme de Balzac, ce qui est impossible compte tenu de sa date de naissance (1858). Enfin on découvre dans le Gotha que la dernière adresse de la princesse Radziwiłł était en 1929 à Léningrad au 63 Ligowka, et qu’elle n’était donc pas victime des Soviets comme elle l’avait affirmé pour être mieux accueillie en Amérique.